# 白蕉
白蕉（1907年11月3日—1969年2月3日），本名何治法，又名何馥，後改姓名为白蕉，字旭如，一字遠香，號复生、复翁、白雲間、云间下士、无闻子、養鼻先生，男，上海金山区人，中國書法家、畫家、篆刻家。曾任上海中国画院畫師、院务委员会委员，中国美术家协会上海分会会员，上海中国书法篆刻研究会会员。现有白蕉艺术馆位于上海金山区张堰镇。

## 生平
白蕉原名何治法，1907年出生於上海金山縣張堰鎮。该地舊属松江府管辖，松江古稱雲間，白蕉常有「白雲間」、「雲間下士」等自署，是以借「白」為姓，借「雲間」為名，後來白蕉遂棄何姓不用。其父何錫琛（字憲純）喜蘭花，家中多有種植。白蕉受其影响，自幼开始画兰花、芭蕉等。
1923年，白蕉16岁时考入上海英语专修学校，通过同学蒋丹麟结识徐悲鸿，并一同加入徐悲鸿的外舅蒋梅笙组织的诗社。又结识于右任，1926年与于右任合作行楷长卷。后应黄炎培之邀，加入其所创办的“人文社”，后“人文社”扩大为人文图书馆，任《人文月刊》主编，有《中华民国与袁世凯》、《珍妃之悲剧》等著作。1936年白蕉开始撰写《书法十讲》一书，至1938年完成。
1937年，抗战爆发，白蕉避难上海，执教于上海光华大学附中，与高逸鸿、唐雲、张炎夫等组织“天风书画社”，并以诗书与郭晴湖订交。1938年与邓散木、唐云、若瓢、马公愚、来楚生等联合举办“杯水书画展”，为抗战募捐，救济难民。1940年7月，在上海举办第一次白蕉书画金石展。1942年与金学仪成婚，徐悲鸿赠送《双青毛竹图》中堂，白蕉作诗“代简一首”寄徐悲鸿以表谢意。4月，在上海举办第二次白蕉书画金石展。1943年4月，在上海举办第三次白蕉书画金石展。1946年与同乡创办浦南中学，任校董兼书法教员。11月，与吴湖帆、沈尹默等47名书画家向中国红十字会捐赠作品。1948年4月，在上海举办第五次白蕉书画金石展。同月，同郑午昌、陈定山、夏敬观、陈仲陶等组织沙龙集诗社。同年钱君匋为白蕉治印两方，白蕉为钱君匋书行书《胜地善人》六言联。1949年5月25日，白蕉为进占上海的解放军赋诗：“揩眼相看此日新，阳乌潜曜始如春。精神为发宵无睡，城郭能知世有人。静后惊雷犹隐隐，行中战马亦振振。未哀十载流离了，终惜百年陇亩身。”同年与邓散木合著《钢笔字范》，是现代硬笔书法之滥觞。
1953年秋，白蕉赴北京开会，和徐悲鸿相聚，与南社诗人姚鹓雏相识，为其赋诗：“闲日追随意自亲，姚侯文学我乡尊。却思车下仓皇别，又作相逢隔世人。媵一绝兼呈海翁，白蕉就正草”。期间又拜访齐白石，齐为白蕉画《芭蕉图》，离京前徐悲鸿又送白蕉一幅画作。翌日徐悲鸿猝逝，白蕉作挽诗悼之，寄给其好友艾青，嘱咐他交给治丧委员会。1955年3月，白蕉为黄宾虹送殡，留杭三日，同行有赖少其、江寒汀、贺天健、唐云、林风眠、赵延年诸家。1956年去常熟虞山、苏州写生，同行者有孙雪泥、贺天健、钱瘦铁、沈迈士、江寒汀、唐云、吴青霞、俞子才、张守成、张充仁等。
1957年5月14日，参加上海市委宣传部工作会议；5月22日在《解放日报》上发表《要重视书法和金石篆刻》书面发言，白蕉因此被划为“右派”，受到降职、降薪、降级处分，下放到画院图书馆做管理员。此时上海正在建造舞蹈学校，被勒令到工地上运泥土。9月16日，齐白石去世，白蕉写《悼人民艺术家白石老人》一文。1961年白蕉摘掉“右派”帽子，4月8日，上海中国书法篆刻研究会成立，白蕉成为研究会的会员。1962年与任政、沈尹默、潘伯鹰等人作书法的普及、挽救工作，在上海市青年宫、静安区文化馆书法班授课。1963年作《兰题杂存长卷》，这是白蕉用手卷形式记录自己画兰花时的经验和感想。沙孟海在1980年的《白蕉兰题杂稿卷跋》中评价：“白蕉先生题兰稿长卷，行草相间，寝馈山阴，深见功夫。造次颠沛，驰不失范。三百年来，能为此者寥寥数人。”1965年春节期间，白蕉应安徽省博物馆、合肥师大、省文联邀请赴合肥讲学。
1966年文化大革命开始后，白蕉被批斗、抄家，被指为“摘帽右派”。白蕉将实际情况作了记录，但被造反派认为是「翻案」而遭受批斗。平时，白蕉走路拄有一根手杖，造反派将大字报贴在上面，要求其不许取下。1969年后被关押于地下室内，于2月3日去世。

## 身后
1979年11月，上海市文化局为白蕉平反。

## 著作

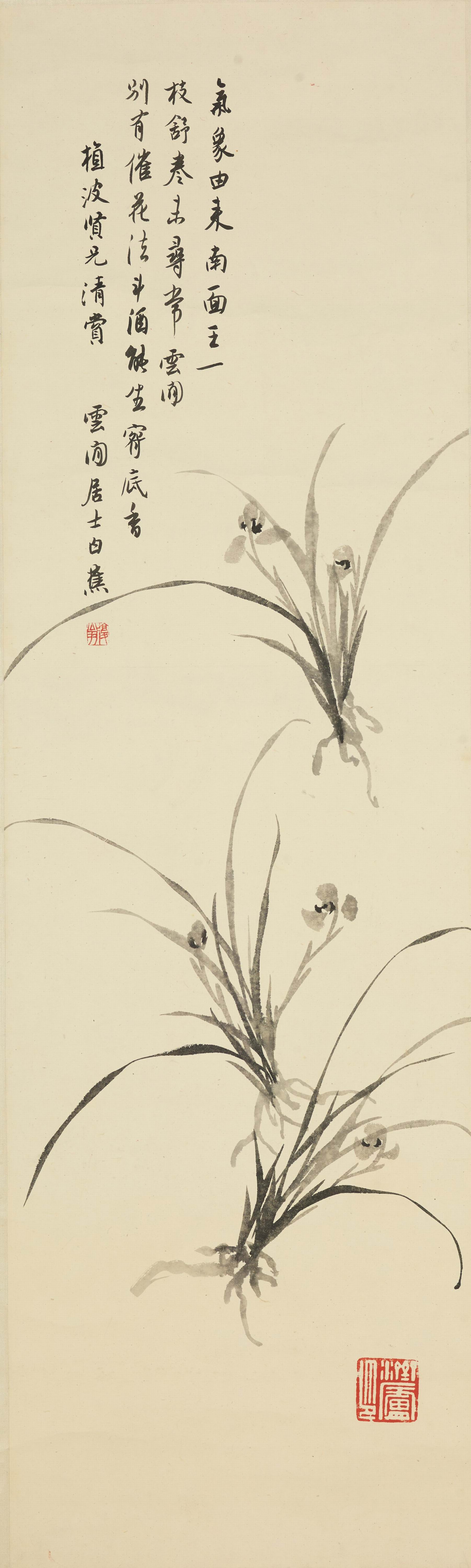
墨兰图轴，上海博物馆藏

出版有《书法十讲》《临池利墨》《书法欣赏》《云间随笔》《云间谈艺录》《客去录》《济庐诗词》《復翁印存》等。其著述《書法十講》在其生前因戰爭未印行，1979年由其夫人金學儀掇拾遺稿，交與香港《書譜》雜誌發表于1979年第6期至1981年第4期。

## 評價
- 沈禹鍾《印人雜詠》稱讚白蕉：「能事工書與畫蘭，兩間靈氣入毫端。傾心一見山入刻，斂手甘從壁中觀。」又註道：「白蕉，姓何，廢姓不用。松江人，號復翁，又號白雲間。工二王書法，畫蘭為當世第一。印不常作，取徑宋元而高古獨絕，自間鄧散木印，斂手服之，遂不復作。」[1]
- 鄧散木與白蕉交好，曾作詩稱讚白蕉的蘭花畫：「世人寫生唯寫貌，遺貌取神誰其倫？江左白蕉非俗士，筆端直挾湘蘭魂。孰與為友慈山翁，咄而奴之吳興趙；霜毫刷取巖前春，仙境無塵神窅滌。我欲為君歌九歌，蕙蒸蘭藉將奈何！天涯水湄成獨往，羹芋飯豆形神枯。東風吹淚滴湘水，夢中春潮寒不起，紙上騷心欲誰寄，女嬃不作靈均死。」[1]
- 白蕉相對於書畫方面不常作篆刻，其門人徐雲叔將白蕉的方印收集起來，編成《復翁印存》一書。馬國權在《近代印人傳》中記載了白蕉的印章名如「虛室生」、「黃河遠上」、「有何不可」、「東海生」、「焦老頭」等，認為其印文「多不同凡俗」[1]。